# Sinkiuse
Sinkiuse (.tskowa'xtsEnux, Columbia, Sinkiuse-Columbia, Middle Columbia Salish,  Isle-de-Pierre).- Pleme Salishan Indijanaca u području rijeke Columbie od Fort Okanogana do Point Eatona, Washington, srodni grupama Wenatchee. Od 1870. žive na rezervatu, danas pod jurisdikcijom rezervata Colville. 

## Ime
Ime Columbia Sinkiuse dobivaju po lokalitetu uz koji su povijesno vezani i gdje je živjela većina njihovih bandi. Sami sebe oni su nazivali Sinkiuse a tako ih je zvala i većina ostalih grupa. Naziv Sinkiuse odnosi se i na vlastitu Sinkiuse skupinu .nkee'us ili .s.nkeie'usox, iz doline Umatille. Susjedna Salishan plemena nazivali su ih imenom "inland people", odnosno .swa'namc kod Nootsack Indijanaca, .swa'dab.c pleme Twana i Suwa'dabc, oblik istog imena kod Snohomisha. Kod Indijanaca Nez Percé Papspê'lu je ime u značenju  "fir-tree people," a nazivali su ih i Bo'tcaced ili  "arrow people." Postoji još jedan naziv prema lokalitetu, to je Middle Columbia Salish kojim su se rabili Teit (1928) i Spier (1930). Od trgovaca su Sinkiuse nazivani Isle-de-Pierre ili pak Rock Island, za koji Swanton sumnja da bi se mogao odnositi na tek jednu bandu. Ime Ti'attluxa dali su im Wasco Indijanci. 

## Bande
Prema Teitu (1930) Sinkiuse su se dijelili na bande:
- .nkee'us(.s.nkeie'usox) u dolini rijeke Umatilla Valley.
- Stata'ketux, u okolici White Bluffs na rijeci Columbia.
- .tskowa'xtsEnux (.skowa'xtsEnEx,  Moses Columbia ili Moses Band) imenovanoj Moses po poglavici i naseljenih na Priest's Rapidsu i susjednom kraju.
- Sinkumkunatkuh, na Crab Creeku, koje spominje Curtis (1907-1909)
- Sinkolkolumínuh, u blizini bande Sinkumkunatkuh (Curtis)
- Stapi'sknuh, prema Custisu.
- Skukulat'kuh, ib.
- Skoáhchnuh, ib
- Skihlkintnuh,ib.
- Skultaqchi'mh, ušće Wenatchee rivera
- Sinkowarsin, vjeroajtno njihova banda, susreo ih je Thompson 1811.

## Povijest
Sinkiuse su polusjedilački lovci i sakupljači (kopači korijenja) i ribari u području sjeverozapadnog Platoa rijeke Columbie. Velika epidemija boginja koja je harala Sjevernom Amerikom između 1775. i 1782., mora da je i njih pogodila 1781. S bijelcima do kontakata dolazi u kasni prvim godinama 19. stoljeća uspostavom trgovačkih postaja koje 1809 i 1810. podiže David Thompson, anglo-kanadski kartograf i istraživač koji se 1811. uputio u istraživanje rijeke Columbia, i kojeg su Indijanci prozvali 'zvjezdar' ('stargazer'). Sinkiuse isprva trguju s bijelim trgovcima koji ih prozvaše Isle-de-Pierre, no kasnije migracijskom rutom Oregon Traila (1841) počinje pristizati sve veći broj bijelih naseljenika što će dovesti 1855. do bitke s nekoliko udruženih plemena. Dvadeset-trećeg dana devetog mjeseca 1855. tri Yakima Indijanca ubila su indijanskog pod-agenta Andrew J. Bolona u blizini rijeke Toppenish, na današnjem području okruga Klickitat, atletskog čovjeka crvene kose i brade, što će u listopadu 1855. prerasti u sukob s majorom Granville O. Hallerom. Haller je imao oko 100 vojnika (po nekima 106) ali su ih razbile snage ujedinjenih plemena Yakima, Columbia, Wanapam, Walla Walla, Palouse i Spokane. Godine 1870. smješteni su na rezervat blizu Grand Couleeja, ali će za dvije godine (1872) doći do velikog potresa u blizini jezera Chelan u kojem će biti mnogo mrtvih, a nijedno dijete mlađe od dvije godine neće preživjeti. 
Sinkiuse nisu bili brojan narod od nekadašnjih 800 (1700) broj im je 1908 spao na 299. U kasnom 20. stoljeću ima ih po procjeni možda 300 ili 400, ali se posebno ne popisuju.

## Vanjske poveznice
- SinkiuseIndian Tribe History
- Sinkiuse  Arhivirana inačica izvorne stranice od 3. rujna 2006. (Wayback Machine)